# Phyllodytes punctatus
Phyllodytes punctatus é uma espécie de anfíbio da família Hylidae. Endêmica do Brasil, pode ser encontrada apenas na localidade-tipo no município de Santo Amaro das Brotas, no estado do Sergipe.